# 希望のWooh
「希望のWooh」（きぼうのウォー）はファンキー加藤の9枚目のシングル。2018年9月26日にドリーミュージックから発売された。
「冷めた牛丼をほおばって」から約1年振りのシングルとなる。
テレビ朝日『ワールドプロレスリング』2018年8月-9月度 テーマソングとなった。

## 収録曲

### CD
1. 希望のWooh [3:39]
  - 作詞 : ファンキー加藤 作曲 : ファンキー加藤/サトシ
2. 40 [4:21]
  - 作詞 : ファンキー加藤 作曲 : ファンキー加藤/久保田真悟/EINSHTEIN
3. ラフソング (通常盤) [3:47]
(初回限定盤) [3:49]
  - 作詞 : ファンキー加藤 作曲 : ファンキー加藤/田中隼人

(初回限定盤 特典)
- CBCラジオ ｢ナガオカ×スクランブル｣ ファンキー加藤 [19:00]

### DVD (初回限定盤)
- 希望のWooh VIDEO CLIP
- 希望のWooh VIDEO CLIP メイキング映像
- KATOTUBE

(KATOTUBE 収録内容)
- ファンキー加藤、ギネス記録を更新
- ファンキー加藤常識クイズ編
- [ドッキリ] ファンキー加藤にレンガを投げつけてみた結果